# FNC TV
FNC TV는 생활 정보,요리,문화 등을 전문으로 방영하는 채널이었다. 2009년 3월 2일 개국했으나 2013년 2월 1일 엣지TV로 개편됨에 따라 폐국하였다.